# Irma Schultz
Ida Eva-Anna Irma Schultz, ursprungligen Ida Eva-Anna Schultz, känd under sitt artistnamn Irma, född 1 oktober 1965 i Stockholm, är en svensk popsångerska och skådespelare. På senare år har hon även arbetat som musiklärare och i olika roller inom Svenska kyrkan.

## Biografi
Mellan 1980 och 1983 var Irma Schultz och hennes syster Idde Schultz, som också är sångerska, med i gruppen Zzzang Tumb som bland annat turnerade med Reeperbahn. Vid mitten av 1980-talet bildade hon duon Paris Bis tillsammans med Tom Wolgers och inledde därefter en framgångsrik solokarriär. Hon utexaminerades från Teaterhögskolan i Stockholm 1999.
Irma Schultz har haft listframgångar med "Precis som du", "Stureplan" och "Decembersnö" samt synts i några mindre filmroller. Hon medverkade tillsammans med Uno Svenningson i Melodifestivalen 2007 som en av "jokrarna" med låten "God morgon", som gick vidare från första deltävlingen till "andra chansen", men inte till finalen. Schultz har körat bakom Staffan Hellstrand på ett flertal av hans skivor.
År 2007 var Schultz ute med packmopedsturnén mellan den 1 och 11 augusti. 2010 gav hon ut albumet Blank is med svenska tolkningar av Joni Mitchell-sånger.
Senaste musikalbumet är 2015 års Sånger från gläntan. Därefter har Schultz främst varit verksam inom musikutbildning och med olika verksamheter inom Svenska kyrkan. Hon är aktiv som lärare på låtskrivarutbildning på Biskops-Arnö samt har verkar som kultursamordnare och församlingsassistent.

### Privatliv
Hon har varit gift med trummisen Nino Keller i bandet Caesars Palace. Under den tiden var hon känd som Irma Schultz Keller. Hon gifte sedan om sig med Hans Kennemark.

## Diskografi

### Zzzang Tumb
- 1982 – 37 Minuter i Stockholms City, Stranded Rekords
- 1983 – Zzzang Tumb, Stranded Rekords

### Paris Bis
- 1986 – Body & Soul Mekano, singel/maxisingel

### Album
- 1989 – Då staden har vaknat
- 1991 – Irma
- 1993 – Tröst för stygga barn
- 1995 – Andas fritt
- 1996 – Songs of Joni Mitchell (med Jack Mittleman, Anders Kotz och Ola Swenson under namnet A Bird That Whistles)
- 2003 – Imma på glas
- 2007 – Psalmer (med Toni Holgersson och Lasse Englund)
- 2010 – Blank is – sånger av Joni Mitchell
- 2011 – December - En svensk jul (med Uno Svenningsson)
- 2015 – Sånger från gläntan

### Singlar
- 1988 – Tillbaks till mig
- 1989 – Vem är du?
- 1989 – För varje steg
- 1990 – Decembersnö
- 1991 – Stureplan
- 1991 – Precis som du / Vi ska ses
- 1991 – Någonstans inom mig
- 1992 – I mitt hus
- 1992 – Decembersnö (ny version)
- 1993 – Kom ner (Lämna vingarna kvar)
- 1993 – Min räddning
- 1995 – Andas fritt
- 1995 – Vad hände med oss två
- 1996 – Bomull och blad
- 2003 – Stereo / Svekfull måne
- 2007 – God morgon (med Uno Svenningsson)
- 2010 – Jag kan dricka friskt av dig (A Case of You)

## Filmografi
- 1984 – Annika – en kärlekshistoria (TV-serie)
- 1986 – Bödeln och skökan
- 1987 – Mr Big
- 1988 – Xerxes (TV-serie)
- 1989 – Natten inuti
- 1989 – The Resurrection of Michael Myers Part 2
- 1990 – Werther
- 1990 – Smash (TV-serie)
- 1992 – Kvällspressen (TV-serie)
- 1994 – Rederiet (TV-serie)
- 1996 – Lögn
- 1996 – Percy tårar (TV-serie)
- 1998 – Detta har hänt (TV-serie)
- 1999 – Rosornas väg
- 2001 – Evert
- 2003 – Grötmyndigheten
- 2003 – Rånarna
- 2004 – Futuredrome
- 2005 – Fia med knuff
- 2006 – AK3 (TV-serie)
- 2009 – Stenhuggaren
- 2012 – Hamilton – Men inte om det gäller din dotter
- 2022 – Ur spår

## Teater
| År   | Roll           | Produktion                                                                 | Regi              | Teater        |
| ---- | -------------- | -------------------------------------------------------------------------- | ----------------- | ------------- |
| 1985 |                | Spökhotellet Georges Feydeau                                               | Peter Dalle       | Reginateatern |
| 1997 | Brudtärnan     | The Black Rider Robert Wilson, Tom Waits och William Burroughs             | Rickard Günther   | Dramaten      |
| 1999 | Kätchen        | The Black Rider Robert Wilson, Tom Waits och William Burroughs             | Rickard Günther   | Dramaten      |
| 2000 |                | Pearl Harbor                                                               |                   |               |
| 2001 | Fen Docksoldat | Pinocchio Carlo Collodi                                                    | Agneta Ehrensvärd | Dramaten      |
| 2002 |                | Någon kommer att komma                                                     |                   |               |
| 2003 |                | Den goda människan från Sezuan (Der gute Mensch von Sezuan) Bertolt Brecht |                   |               |
| 2004 |                | Körkarlen                                                                  |                   |               |
| 2005 |                | Fedra                                                                      |                   |               |